# Henri Gougaud

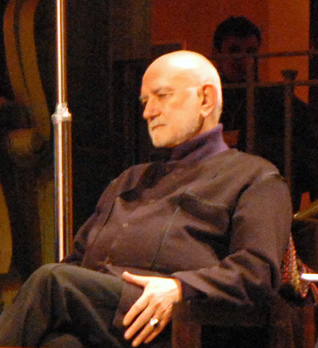
Henri Gougaud

Henri Gougaud (* 7. Juli 1936 in Villemoustaussou; † 6. Mai 2024 in Paris) war ein französischer Schriftsteller und Chansonier.

## Ehrungen (Auswahl)
- 1977: Prix Goncourt de la nouvelle
- 2006: Prix Jackie Bouquin für den Roman Le voyage d’Anna

## Werke (Auswahl)

### Autor
Erzählungen
- Contes du vieux moulin. Casterman, Tournai 1968.
- L’arbre à soleils. Légendes du monde entier. Seuil, Paris 1979, ISBN 2-02-005232-6.
- L’arbre d’amour et de sagesse. Contes du monde entier. Seuil, Paris 1992, ISBN 2-02-012073-9.
- Le livre des amours. Contes de l’envie d’elle et du désir de lui. Seuil, Paris 1996, ISBN 2-02-025465-4.
  - deutsche Übersetzung: Erotische Volksmärchen aus aller Welt. Das Buch der Liebenden. Anaconda, Köln 2008, ISBN 978-3-86647-223-5.
- Les sept plumes de l’aigle. Seuil, Paris 1995, ISBN 2-02-022022-9.
- Le secret de l’aigle. Albin Michel, Paris 2008, ISBN 978-2-226-18284-5 (zusammen mit Luis Ausa).

Romane
- Bélibaste. Roman. Seuil, Paris 1982.
  - deutsche Übersetzung: Die Verwandlungen des Bélibaste. Die Lebensgeschichte des letzten Katharers. Edition Tramontane, Bad Münstereifel 1988, ISBN 3-925828-09-5.
- L’inquisiteur. Roman. Seuil, Paris 1984.
  - deutsche Übersetzung: Im Schatten der Kathedrale. Roman. Piper, München 1997, ISBN 3-492-22432-6.
- Paramour. Seuil, Paris 1998, ISBN 2-02-030741-3.
- Le voyage d’Anna. Seuil, Paris 2005, ISBN 2-02-037511-7.

Essais
- Les Cathares et l’éternité. Bartillat, Entrepilly 1997, ISBN 2-84100-083-4.
- Démons et merveilles de la science-fiction. Julliard, Paris 1974.
- Les animaux magiques de notre univers. Solar, Paris 1973.

Reportagen
- Vive le pays cathare. Menges, Paris 1992, ISBN 2-85620-322-1 (illustriert von Gérard Siöen).
- Voir l’Égypte. Hachette, Paris 1976, ISBN 2-01-003198-9 (zusammen mit Colette Gouvion).
- Voir la France. Hachette, Paris 1976 (zusammen mit Colette Gouvion).
  - deutsche Übersetzung: Frankreich erleben. Hachette, Paris 1976, ISBN 2-01-002224-6.
- Voir le Maroc. Hachette, Paris 1963 (zusammen mit Colette Gouvion).
- Montségur. Édition Bélibaste, Paris 1969 (illustriert von Guy Caujolle).

### Herausgeber
- Paroles de chamans. Albin Michel, Paris 1997, ISBN 2-226-07199-7.
- Le murmure des contes. Desclée de Bouwer, Paris 2002, ISBN 2-220-05221-4 (zusammen mit Bruno de la Salle; 1 CD).

### Übersetzung
- La chanson de la croisade albigeoise. Paris 1989.